# Newport East
Newport East statisztikai település az USA Rhode Island államában, Newport megyében. Lakosainak száma 12 337 fő (2020. április 1.).

## Népesség
A település népességének változása:
| Lakosok száma | 11 463 | 11 769 | 12 337 |
|               | 2000   | 2010   | 2020   |